# Paris (Rammstein)
Rammstein: Paris è il terzo album dal vivo del gruppo musicale tedesco Rammstein, pubblicato il 19 maggio 2017 dalla Universal Music Group.

## Descrizione
Contiene l'intero concerto che la band ha tenuto al Palais Omnoisports di Parigi nel marzo 2012 di fronte a 17.000 spettatori durante il Made in Germany Tour.
Il filmato è stato diretto da Jonas Åkerlund, con il quale i Rammstein avevano collaborato ai videoclip di Pussy e Mein Land.

## Tracce
CD 1
1. Intro - 4:15
2. Sonne - 4:45
3. Wollt ihr das Bett in Flammen sehen - 5:07
4. Keine Lust - 4:08
5. Sehnsucht - 4:27
6. Asche zu Asche - 4:05
7. Feuer Frei! - 3:34
8. Mutter - 5:21
9. Mein Teil - 7:47
10. Du riechst so gut - 5:28
11. Links 2-3-4 - 5:03
12. Du hast - 4:18
13. Haifisch - 5:24

CD 2
1. Bück dich - 7:55
2. Mann gegen Mann - 4:15
3. Ohne dich - 7:29
4. Mein Herz brennt - 5:09
5. Amerika - 4:52
6. Ich will - 4:07
7. Engel - 5:13
8. Pussy - 8:21
9. Frühling in Paris - 6:17

## Al cinema
L'album è stato pubblicato il 19 maggio 2017. Inoltre, il 23, il 24 e il 29 marzo 2017, una versione di 90 minuti del film del concerto è stata proiettata al cinema, mostrando 16 delle 22 canzoni della versione di maggio. Alla première cinematografica, che si è svolta il 16 marzo 2017 nella Volksbühne di Berlino, oltre alla band era presente anche il regista Jonas Åkerlund. "Paris" ha incassato circa 1,1 milioni di euro nel cinema ed è stato visto da 113.400 spettatori.

## Accoglienza
La presentazione del cinema a marzo 2017 si è svolta con grande attenzione mediatica nella Volksbühne di Berlino e ha raccolto lodi sorprendenti sia per contenuti che per le scelte stilistiche.
Il 26 ottobre 2017, il film Rammstein: Paris nel distretto londinese di Camden Town ha vinto il premio "UK Music Video Award 2017" nella categoria Best Live Concert.

## Formazione
- Christoph Doom Schneider – batteria
- Doktor Christian Lorenz – tastiera
- Richard Z. Kruspe – chitarra, voce
- Oliver Riedel – basso
- Paul Landers – chitarra, voce
- Till Lindemann – voce